# Osbert Salvin
Osbert Salvin ( 25 de febrero de 1835 - 1 de junio de 1898) fue un naturalista inglés. Salvin es muy conocido como coautor de Biología Centrali-Americana (1879-1915) con Frederick DuCane Godman. Esta fue una enciclopedia de 52 volúmenes de la historia natural de Centroamérica.

## Biografía
Nacido en Finchley, Salvin fue el segundo hijo de Anthony Salvin, arquitecto, de Hawksfold, Sussex. Educado en Westminster y Trinity Hall, Cambridge, tomando su grado en 1857.
Brevemente después acompañó a Henry Baker Tristram a Túnez y a Argelia oriental.
En 1857 hace la primera de varias visitas a Guatemala, volviendo allí con Godman en 1861. Durante estas jornadas, el texto de la "Biología Centrali-Americana" se planeó.
En 1861-1862 realizó fotografías de indígenas de Guatemala y de El Salvador.
En 1871 es editor de la revista The Ibis. Se enroló como Strickland Curatorship en la Universidad de Cambridge, y produjo su Catálogo de la Colección de Strickland. Era uno de los miembros originales de la Unión de los Ornitólogos Británicos.
Produjo los volúmenes de Trochilidae y de Procellariidae en el Catálogo de Pájaros en el Museo Británico (Catalogue of Birds in the British Museum).
Uno de sus últimos trabajos fue la realización del Coloured Figures of British Birds (1897), de Thomas Littleton Powys, 4º Barón de Lilford, (Figuras de Pájaros Británicos 1897).

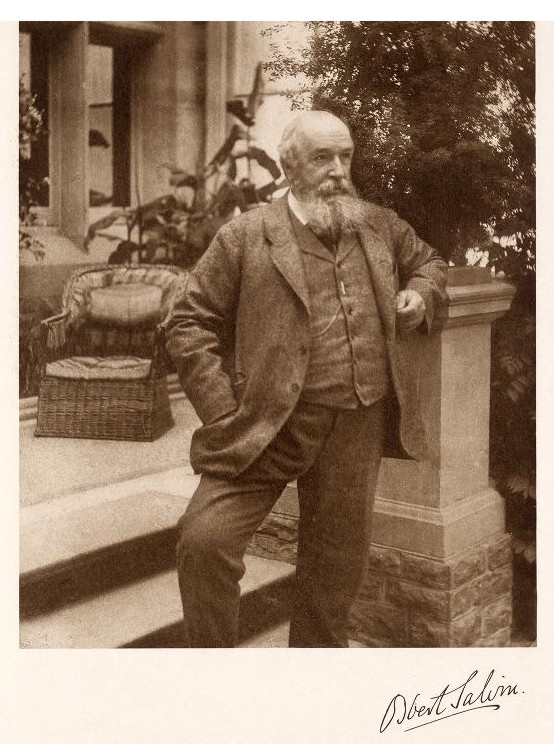
Salvin ca. 1897.

## Algunas publicaciones
- Salvin, O. (1864). «Descriptions of Seventeen New Species of Birds from Costa Rica». Proceedings of the Zoological Society of London (en inglés y latín) (Londres). Pt3: 579-586. Disponible en Biodiversitas Heritage Library. ISSN 0370-2774.
- Sclater, P.L.; Salvin, O. (1873). Nomenclator avium neotropicalium: sive avium quae in regione neotropica hucusque repertae sunt nomina systematice disposita adjecta sua cuique speciei patria accedunt generum et specierum novarum diagnoses (en latín). viii + 163 pp. Londres: Sumptibus Auctorum: J.W. Elliot. Disponible en Biodiversitas Heritage Library. doi:10.5962/bhl.title.61132.

## Honores
Salvin fue miembro de la Royal Society, Sociedad linneana de Londres, Sociedades Zoológicas y Entomológicas, y en el momento de su muerte era secretario de la B.O.U. British Ornithologists' Union.

### Epónimos
La Medalla de Godman-Salvin, un premio prestigioso de la Unión de los Ornitólogos Británicos, se nombra después así después de su muerte.

### Especies zoológicas
Varios nombres científicos le fueron concedidos en su honor, citando las siguientes aves:
- Pachyptila salvini - petrel-paloma de pico ancho;[2]
- Thalassarche salvini - albatros de Salvin;
- Gymnopithys salvini - hormiguero gorgiblanco;
- Mitu salvini - pavón nagüiblanco;
- Ochthoeca salvini - pitajo de Tumbes.

### Especies botánicas
- (Convallariaceae) Convallaria salvini (Hemsl.) Druce[3]
- (Convallariaceae) Tovaria salvini Baker[4]
- (Convallariaceae) Vagnera salvini Standl.[5]
- (Dryopteridaceae) Dryopteris salvini (Baker) Kuntze[6]
- (Dryopteridaceae) Nephrodium salvini Baker[7]
- (Lomariopsidaceae) Elaphoglossum salvini (Baker) C.Chr.[8]

## Abreviatura (zoología)
La abreviatura Salvin  se emplea para indicar a Osbert Salvin como autoridad en la descripción y taxonomía en zoología.

- La abreviatura «Salvin» se emplea para indicar a Osbert Salvin como autoridad en la descripción y clasificación científica de los vegetales.[9]